# Тяп-ляп, малярі
Тяп, ляп — маляри (рос. Тяп-ляп, маляры) — радянський пластиліновий мультфільм, перша «пластилінова» робота режисера Гаррі Бардіна, створена 1984 року на кіностудії «Союзмультфільм».
Розповідаючи про те, як пластилінові герої Тяп та Ляп фарбують заводський паркан, будки вахтерів та фабричну трубу. Мультфільм висміює розгильдяїв та бракоробів.
У Росії її у 1990-ті роки випускався на VHS кінооб'єднанням «Великий план». Також із середини 1990-х випущено на компакт-дисках Video CD.
У 2003 році кінооб'єднання «Великий план» випустила на VHS відреставровану версію мультфільму в мультиплікаційному кінозбірнику «Мультиплікаційні фільми Гаррі Бардіна, випуск 3».